# G22
     Stati membri del G8
     Gli altri 14 Stati

Stati membri del G8
Gli altri 14 Stati

Il Gruppo dei 22 o 'Willard Group' fu annunciato dai leader dell'APEC nel 1997. 
L'intenzione era preparare un certo numero di incontri tra i ministri delle finanze e i governatori delle banche centrali per fare proposte di riforma del sistema finanziario globale. Il Gruppo dei 22 comprendeva membri del G8 e di altri 14 Stati. Essi si incontrarono per la prima volta nel 1998 a Washington, D.C. per valutare la stabilità del sistema finanziario internazionale e dei principali mercati. Il G22 fu sostituito prima dal Gruppo dei 33 (G-33) nel 1999 e dopo dal Gruppo dei 20 (G-20).

## Membri
Stati membri del G8:
- Canada
- Francia
- Germania
- Giappone
- Russia
- Regno Unito
- Italia
- Stati Uniti

Gli altri 14 Stati:
- Brasile
- Australia
- Argentina
- Cina
- Hong Kong, Cina
- India
- Indonesia
- Malaysia
- Messico
- Polonia
- Singapore
- Sudafrica
- Corea del Sud
- Thailandia

### Gruppi non più esistenti
- G33 (paesi industrializzati)